# Porte de Charenton (Métro Paris)

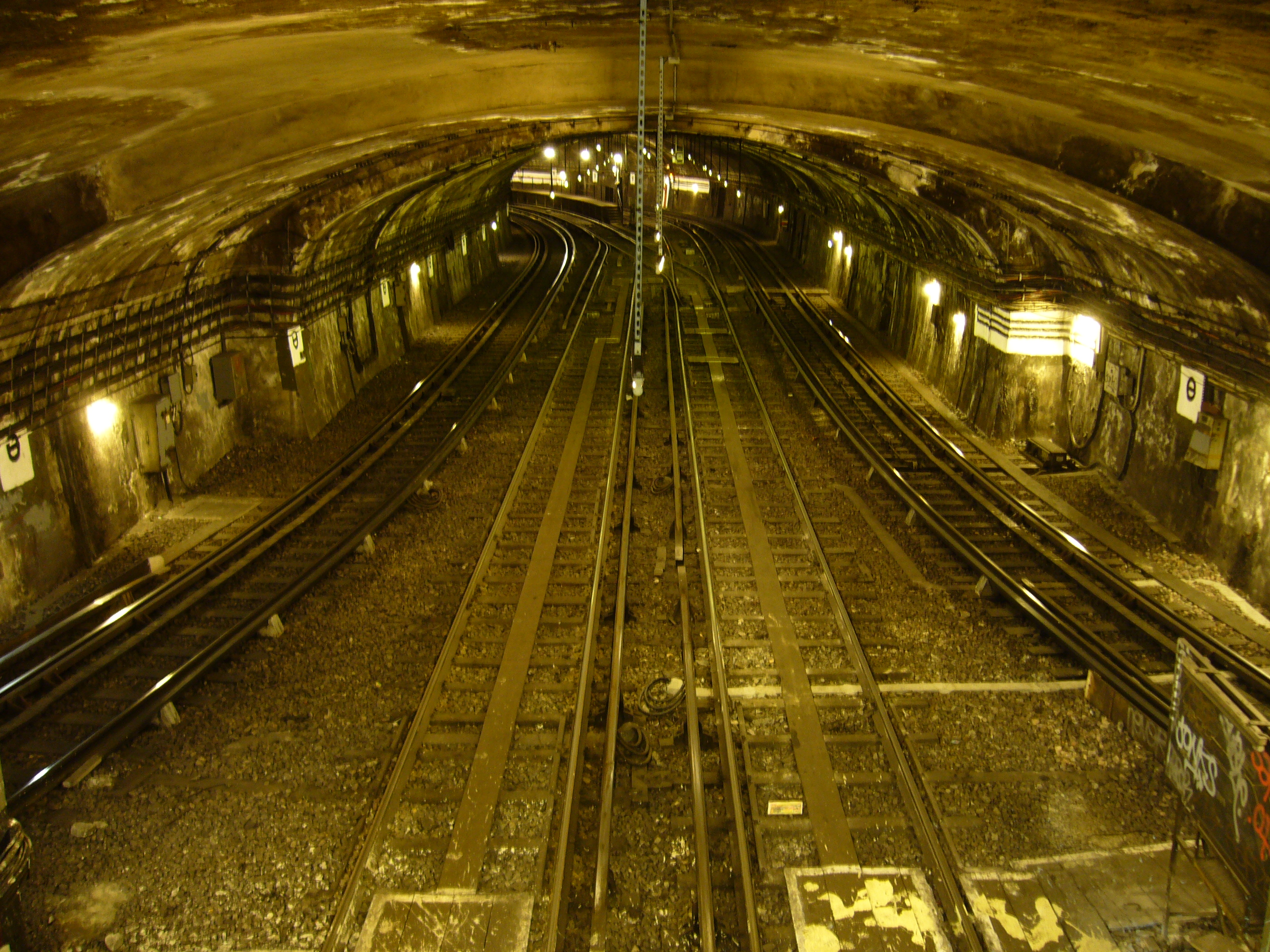
Tunnel südwestlich der Station, mittig die Abstell- und Wendegleise

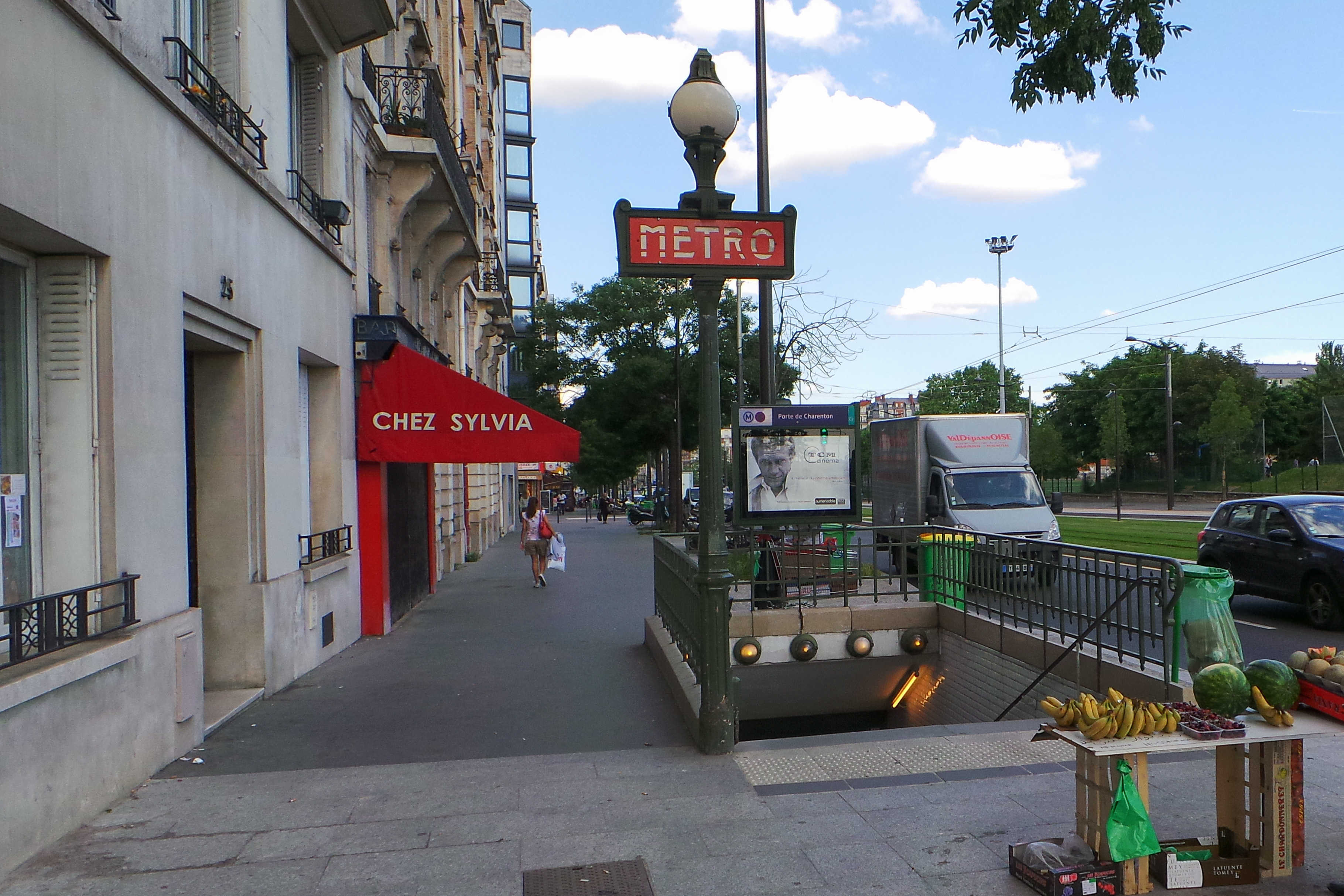
Zugang mit Art-déco-Kandelaber

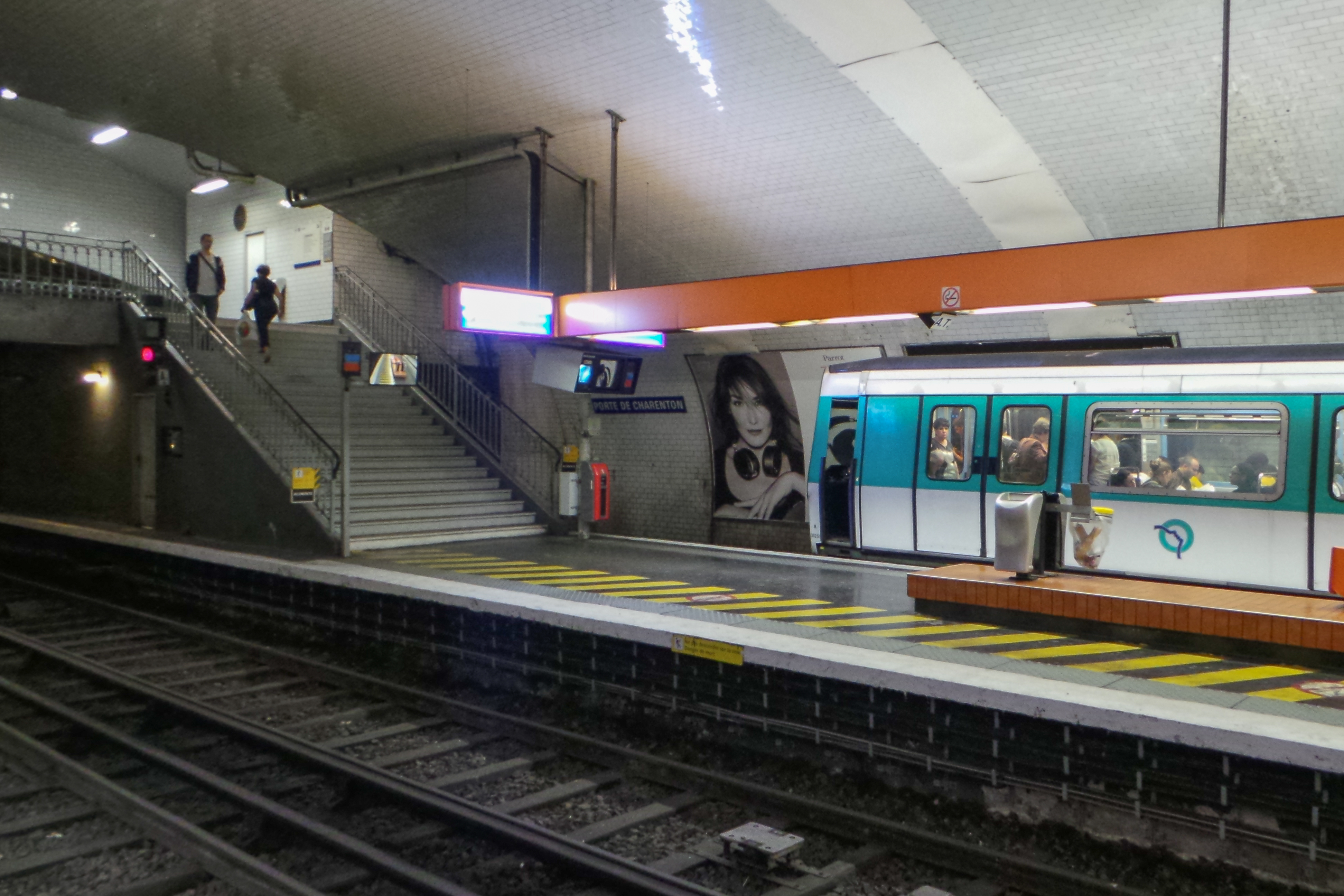
Treppe am westlichen Bahnsteig und Zug der Baureihe MF 77

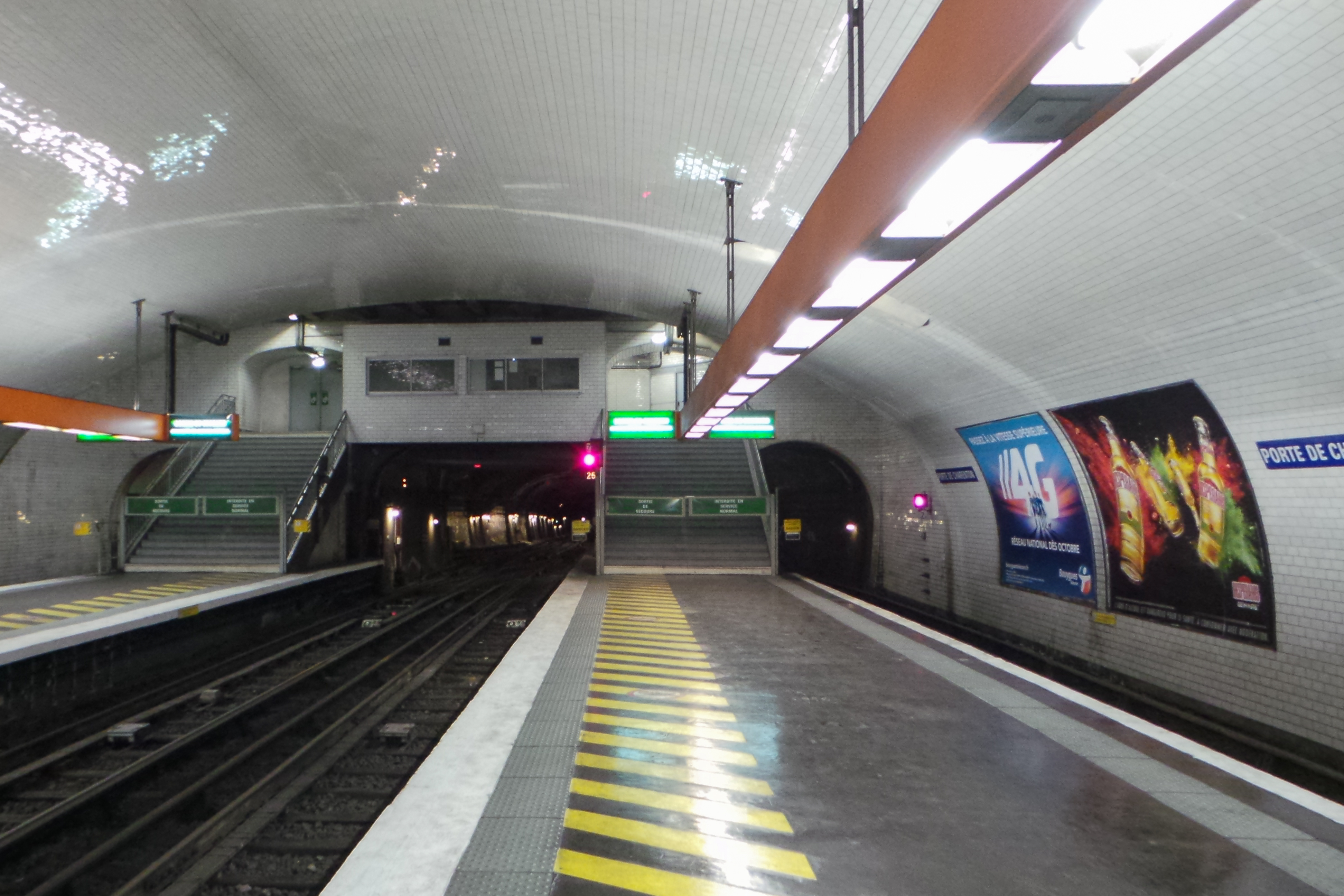
Notausgänge am Nordostkopf

Der U-Bahnhof Porte de Charenton ist eine unterirdische Station der Linie 8 der Pariser Métro. Er bietet die Umsteigemöglichkeit zur Straßenbahnlinie 3a.

## Lage
Die Station befindet sich an der Grenze des Quartier de Picpus zum Quartier du Bel-Air im 12. Arrondissement von Paris. Sie liegt längs unter dem Boulevard Poniatowski südöstlich der Einmündung der Rue Claude Decaen.

## Name
Den Namen gibt die Porte de Charenton, eines der siebzehn ehemaligen Tore in der Thiersschen Stadtbefestigung, die in den 1840er Jahren um Paris errichtet wurde. Östlich davor liegt die Gemeinde Charenton-le-Pont. Deren Name lässt sich vermutlich auf einen Gallier namens Carentus zurückführen, der an der Mündung der Marne in die Seine ein Gut besaß.

## Geschichte und Beschreibung
Die Station wurde am 5. Mai 1931 in Betrieb genommen, als zu Beginn der Kolonialausstellung im Bois de Vincennes der Abschnitt von Richelieu – Drouot bis Porte de Charenton der Linie 8 eröffnet wurde. Sie wurde mit einer Länge von 105 m errichtet, um Sieben-Wagen-Züge aufnehmen zu können. Bis zum 5. Oktober 1942 war sie der südöstliche Endpunkt der Linie, die an jenem Tag bis Charenton – Écoles verlängert wurde.
Die einst als Endbahnhof konzipierte viergleisige Station weist unter einem elliptischen, weiß gefliesten Deckengewölbe zwei Mittelbahnsteige auf. Die beiden äußeren Gleise dienen dem Durchgangsverkehr von und zur aktuellen Endstation Pointe du Lac, die inneren führen zu den südlich gelegenen Abstell- und Wendegleisen.
Die zwei Zugänge liegen beiderseits des Boulevard Poniatowski am Südwestende der Station, an der gleichnamigen Straßenbahnhaltestelle der Linie 3a. Einer ist durch einen von Adolphe Dervaux im Stil des Art déco entworfenen Kandelaber gekennzeichnet, der andere durch einen Mast, der ein gelbes „M“ in einem Doppelkreis trägt. Zwei zusätzliche Notausgänge existieren am anderen Ende des U-Bahnhofs.

## Fahrzeuge
Während der Kolonialausstellung im Jahr 1931 verkehrten an der Station Sieben-Wagen-Züge der Bauart Sprague-Thomson, später wurden die Zuglängen auf fünf Wagen reduziert. Von 1975 an kamen MF-67-Züge auf die Linie 8, die ab 1980 durch die Baureihe MF 77 ersetzt wurden.

## Umgebung
In der Nähe befindet sich der 9,95 km² große Pariser Stadtwald und Landschaftspark Bois de Vincennes.